# Neki
Neki is een bestuurslaag in het regentschap Way Kanan van de provincie Lampung, Indonesië. Neki telt 1057 inwoners (volkstelling 2010).